# قنداق
قنداق بخشی از قسمت انتهایی تفنگ است که از جنس چوب، فلز، پلاستیک یا ترکیبی از آنها ساخته شده و به تیرانداز کمک می‌کند تا با اتکای آن به بخشی از بدنش (مثل شانه)، ثبات اسلحه را افزایش داده و به دقت تیر بالاتری دست یابد.
در بین تفنگهای شکاری، معمولاً آنهایی که دارای قنداق سفارشی هستند، از محبوبیت خاصی برخوردارند. این قنداقها از چوبهای مرغوب مثل چوب گردو و توسط هنرمندان این رشته، ساخته می‌شوند. وجود تناسب بین قنداق و تیرانداز، جفت و جور شدن دقیق قنداق با قسمت‌های فلزی تفنگ، وجود نقش و نگار و همچنین پرداخت و رنگ باثبات و زیبا، از ویژگیهای قنداق خوب است.

## نگارخانه

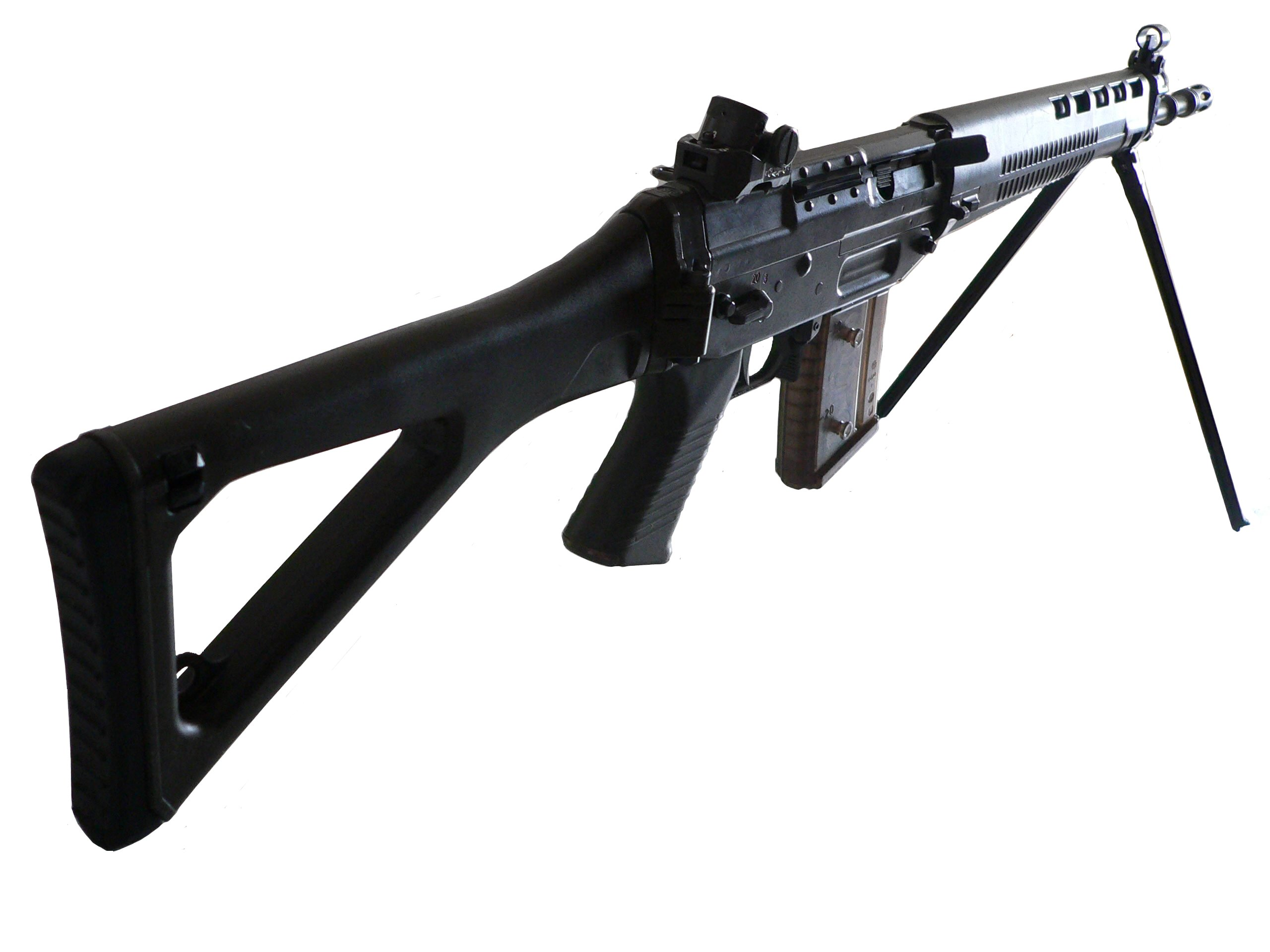
SIG 550 تفنگ با چوب تاشو
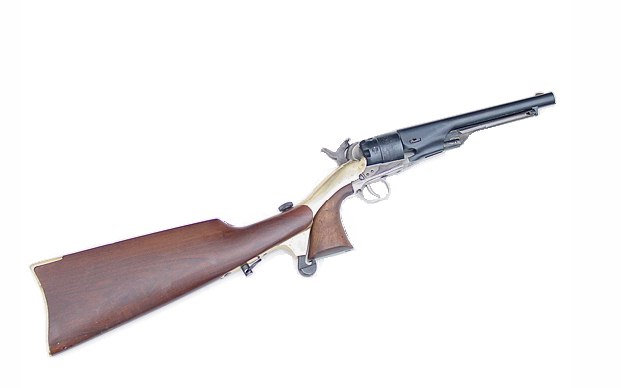
هفت تیر با چوب قابل جدا شدن
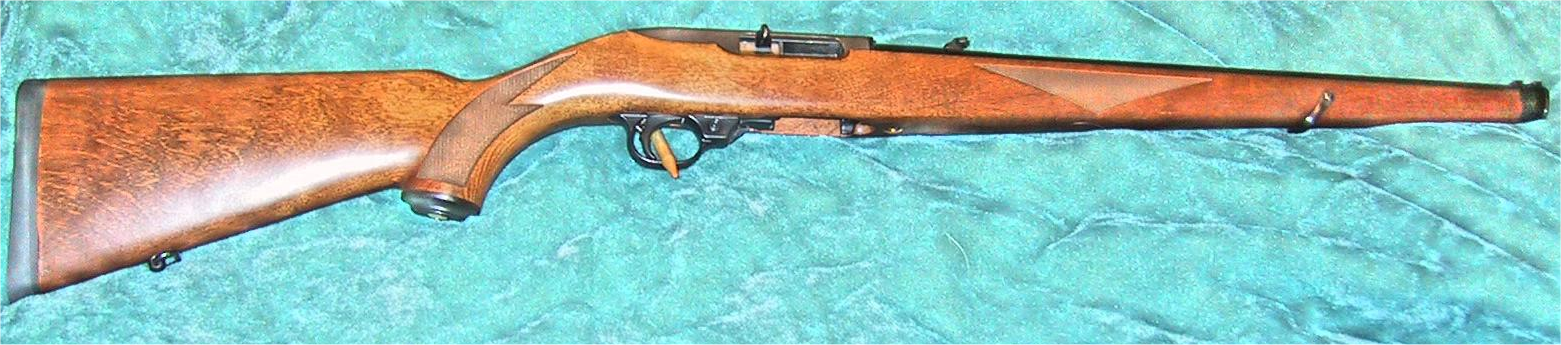
Ruger 10/22 International، با استوک تمام طول سبک Mannlicher
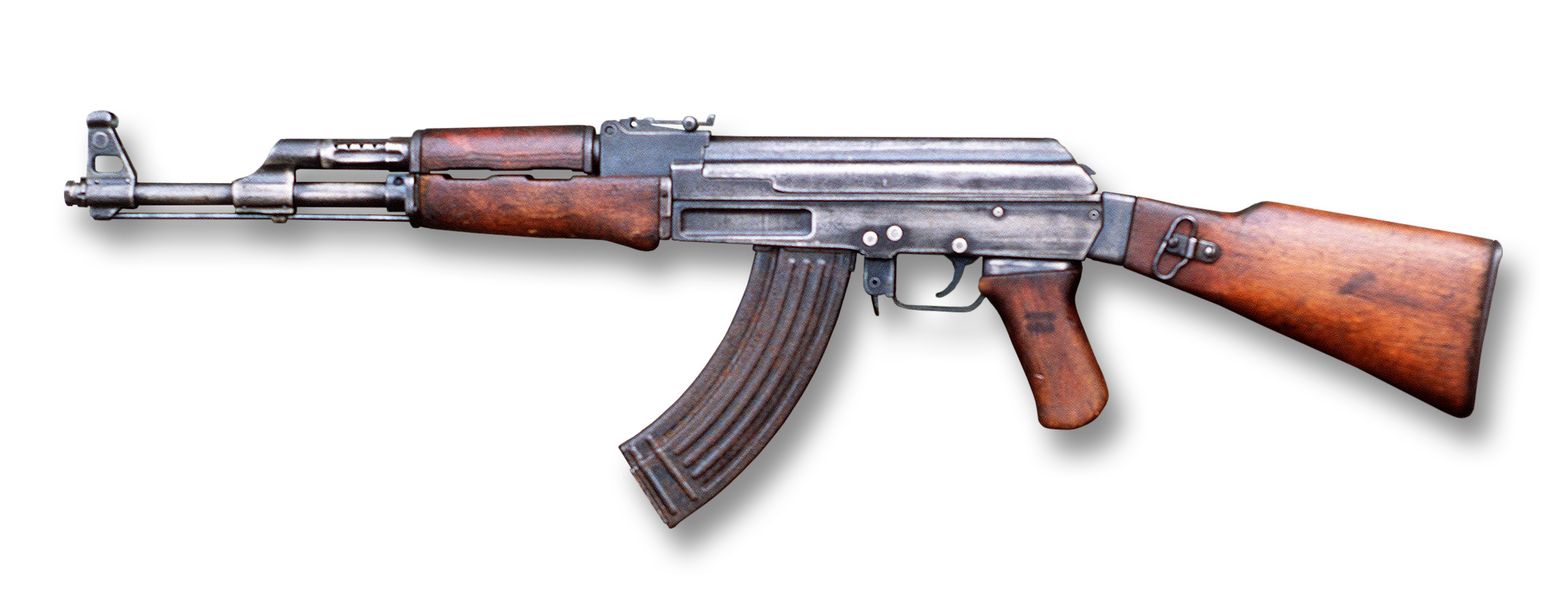
کلاشنیکف،  با دسته دو تکه ای که معمولاً در تفنگ های تهاجمی نظامی یافت می شود